# Norsholms herrgård
Norsholms herrgård ligger intill samhället Norsholm vid Motala ströms utlopp ur Roxen, nära Norsholms kanalstation och Östra stambanan. Norsholm finns avbildat i Erik Dahlberghs praktverk Suecia antiqua et hodierna.

## Historik
Norsholm var redan på 1100-talet ett betydande gods, tillhörigt biskopsstolen i Linköpings stift och kallat Munkeboda. Det hade en fast byggnad på en liten holme eller udde vid strömmens vänstra strand, men denna flyttades vid medeltidens slut till högra stranden och kallades Noor, varav det nuvarande namnet uppkommit.
Från Hans Brask, den siste biskopen bland innehavarna, drogs gården på grund av Västerås riksdag (1527) in till kronan. 1636 donerades den till Peter Spiring (adlad Silfvercrona), som skaffade sig och sina efterkommande ärftlig skattefrihet på egendomen. 1668 såldes den till riksrådet friherre Knut Kurck, reducerades 1689 och belades med skyldighet att bidra till krigsmaktens finansiering. Norsholm förblev dock i Knut Kurcks ägo, och gick i arv till hans son 1690. 1705 ägdes Norsholm av hertig Adolf Johans sekreterare Heutmüller. 1718 löstes godset in till staten. Den ägdes länge av före detta kapten Axel Abelin och tillhörde 1913 hans dödsbo. Via familjen Swartz kom gården Norsholm i familjen Löfgreens ägo.